# Anguilla Football Association’s Stadium
Anguilla Football Association’s Stadium – stadion piłkarski w The Valley na Anguilli. Stadion mieści 1100 osób i został otwarty przez Josepha Blattera we wrześniu 2010 roku.